# Hendrik Froonhof
Hendrik Froonhof (Utrecht, 28 april 1898 - Muiden, 3 januari 1958) was tijdens de Duitse bezetting van Nederland burgemeester in Baarn.
Vanaf begin 1941 vervingen de Duitsers de zittende burgervaders geleidelijk door burgemeesters met nationaalsocialistische sympathieën. Zo werd ook Van Reenen, de toen zittende burgemeester, vervangen door Froonhof, de eerste NSB-burgemeester van Baarn. Froonhof werd op 14 maart 1942 geïnstalleerd door de Commissaris der provincie Utrecht, W.B. Engelbrecht.
Na de oorlog stond Froonhof wegens zijn burgemeesterschap tijdens de oorlog terecht voor de kantonrechter voor tribunaalzaken te Utrecht. Deze veroordeelde hem in december 1948 tot vijf jaar internering, met aftrek van voorarrest. Het onvoorwaardelijk deel van de straf was gelijk aan zijn tijd in voorinternering, dus hij werd onmiddellijk in vrijheid gesteld. Het actief en passief kiesrecht werd hem ontnomen, evenals het recht een openbare functie te vervullen. 
Volgens De Oranjekrant had Froonhof ook voor de oorlog al in de gevangenis gezeten wegens oplichting.